# Hampus Hedström
Jan Erik Hampus Hedström, född 5 december 1996 i Sunne församling i Värmlands län, är en svensk youtuber, poddare och komiker.
Hedström inledde sin karriär genom Youtube-kanalen ”Hampus Hedström”, med 315 000 prenumeranter (23 mars 2025), och har sedan dess etablerat sig i diverse tv-program, standup-shower m.fl. År 2017 startade han tillsammans med Kristina Petrushina podden ”Frågar åt en kompis”, som släppte sitt sista avsnitt 6 maj 2024.

## Biografi
Hampus Hedström blev uppmärksammad för sina humorvideor på YouTube där han gör parodier, satir och skämt om allt från skidåkning till politik och högtider. I juli 2024 hade hans kanal 308 000 prenumeranter.
Som ung arbetade Hedström som trollkarl vid olika evenemang, men bytte 2015 ut trollerikarriären mot en komikerkarriär på Youtube. Han studerade tidigare film på medialinjen på Sundstagymnasiet i Karlstad och flyttade till Stockholm i januari 2018 för att fortsätta med sin karriär där.
Våren 2017 producerade hans bolag "Hampus Hedström AB" en humorserie på 5 avsnitt åt Viasats on demand tjänst ViaFree kallad "Entreprenörerna".
Han har medverkat i flera serier − bland annat "Under Hundringen" − en YouTube-serie där olika youtubare tävlar i olika grenar, och "Sommaren med YouTubestjärnorna" en serie på ViaFree där youtubeprofiler delar med sig av erfarenheter och öppnar upp sig, likt tv-programmet "Stjärnorna på slottet".
I augusti 2017 startade Hedström en humorpodcast tillsammans med kollegan Keyyo, i Bauer Media Groups regi, som heter ”Frågar åt en kompis”. I podcasten diskuterar de olika tabubelagda ämnen som de har fått från lyssnare genom Instagram, mail och Twitter. Men som nu har slutat och släppte sitt sista avsnitt 6 maj 2024.                                                                                                                                                            Under 2024 ska poddkollegorna ha en tour som kallas "The Farewell Tour" runt om i                                                                               Sverige och ha livepodd
Han har även en talkshow på Youtube med sin kollega och kompis Manfred Erlandsson, kallad ”En Rullande Talkshow”, där de sitter i en bil och gör olika utmaningar, tester och intervjuar till exempel youtubers. En Rullande Talkshow sändes för första gången 2015 med tio avsnitt,  2020 kom en säsong 2 och i januari 2022 kom säsong 3. I juni 2022 annonserade de att de skulle sluta med kanalen.
Sedan 2021 har Hampus medverkat i en SVT-serie vid namn Snorkråkan där han spelar Victor Hård.
Våren 2023 medverkade han i tv-programmet Lets Dance och slutade som segrare.
2022-2024 medverkade även Hedström i SVT-serien "Från trakten", där han spelar en av huvudpersonerna, Bror.

## Programledare
Hedström var tillsammans med Nour El Refai programledare för Guldtuben 2017, en gala på Cirkus i Stockholm som uppmärksammar "influencers" i Sverige främst på YouTube-plattformen.
Våren 2016 var Hedström programledare åt bland annat Sverige för galan Kids' Choice Awards på Nickelodeon i Los Angeles. "Höj Volymen" tillsammans med youtube-profilen Felicia Bergström där de intervjuade kända artister signade till Warner Music som Ace Wilder och Oscar Zia. "Challenge Champions" där profiler tävlade i klassiska youtube-tävlingar. Han har även haft en talkshow-serie i sin bil tillsammans med Manfred Erlandsson där de intervjuade kända profiler. Sommaren 2016 var han konferencier på Splay Day på Gröna Lund. Våren 2016 var han programledare tillsammans med profilen Beatrice Reiman för en egen Tv-serie på Nickelodeon "Hey Nickelodeon".
Hedström gjorde stand up-debut 2015 i "Bungy Comedy" skapad av Kristoffer Appelquist där han kom till final. Efter det har han uppträtt på stand up-klubbar som "Norra brunn", "Maffia Comedy" och "Hemma hos Appelquist".
Hedström delade ut pris på Aftonbladets gala Rockbjörnen 2016 i kategorin Årets fans till Håkan Hellström.
År 2020 gästspelade Hedström i humorprogrammet Mumbo Jumbo på TV4, där Daniel Norberg var programledare. 

## Filmografi
- 2021 – Snorkråkan (TV-serie) – Victor Hård
- 2021 – Bert (TV-serie, 2021)  (TV-serie) – Èrnst (1 avsnitt)
- 2023 – Let's Dance 2023 (TV-serie) (vinnare)
- 2023 – Från trakten (TV-serie)
- 2023 – Smartare än en femteklassare (TV-serie) (duellant mot Dermot Clemenger)
- 2024 – Över Atlanten (TV-serie)

## Priser

### Guldtuben
| År   | Kategori          | Resultat  | Noter  |
| ---- | ----------------- | --------- | ------ |
| 2017 | Årets Humorkanal  | Nominerad | [ 15 ] |
| 2016 | Årets Humorkanal  | Nominerad | [ 16 ] |
| 2016 | Årets Stjärnskott | Nominerad | [ 16 ] |
| 2016 | Årets Serie       | Nominerad | [ 16 ] |

## Programledare
| År   | Titel               | Kanal                | Noter  |
| ---- | ------------------- | -------------------- | ------ |
| 2017 | Guldtuben 2017      | ViaFree & Splay      | [ 8 ]  |
| 2016 | Kids' Choice Awards | Nickelodeon          |        |
| 2016 | Challenge Champions | Splays YouTube-kanal |        |
| 2016 | Höj Volymen         |                      | [ 17 ] |
| 2016 | Hey Nickelodeon     | Nickelodeon          | [ 18 ] |